# 柳田國男・松岡家顕彰会記念館
柳田國男・松岡家顕彰会記念館（やなぎたくにお・まつおかけけんしょうかいきねんかん）は、兵庫県神崎郡福崎町にある町立の文学館・美術館。

## 概要
日本民俗学の父とも呼ばれる民俗学者で福崎町名誉町民第1号の柳田國男をはじめとする、文学・民俗学・医学・美術などの世界で活躍した松岡家5兄弟の顕彰を目的として、1975年（昭和50年）11月に設立された。 2014年（平成26年）に年間入館者数が1万人を超えた。
柳田國男が「日本一小さい家」と評した生家は、記念館の西隣に移設・保存されている。

## 松岡家5兄弟
- 松岡鼎 - 医師
- 井上通泰（松岡泰蔵） - 国文学者、歌人、医師
- 柳田國男 - 民俗学者、文化勲章受章
- 松岡静雄 - 言語学者・民族学者
- 松岡輝夫（松岡映丘） - 日本画家

## 施設
- 記念館本館
- 生家 - 兵庫県指定民俗文化財（1972年（昭和47年）指定）

## 主な所蔵品
- 柳田國男 - 著作・編集物の原稿、書簡、研究録、および写真、机衣冠束帯、机等の遺品
- 井上通泰 - 播磨風土記新考、南天荘歌集、和歌・万葉集などの原稿、書簡、筆跡
- 松岡静雄 - 日本古語大辞典
- 松岡映丘 - 「右大臣実朝」「宇治の宮の姫君たち」をはじめとする画稿1,125点ほか

## 利用情報
- 開館時間 - 9:00 - 16:30
- 休館日 - 月曜、祝日の翌日、年末年始（12月28日 - 1月4日）
- 所在地 - 〒679-2204 兵庫県神崎郡福崎町西田原

## 交通アクセス
- JR播但線 福崎駅より徒歩30分
- 播但連絡道路、中国自動車道「福崎インター」から車で5分

## 周辺情報
- 福崎町立神崎郡歴史民俗資料館 - 1886年（明治19年）竣工の西洋館、兵庫県指定有形文化財（隣接）
- 三木家住宅・旧辻川郵便局
- 神積寺 - 991年創建、播磨天台六山の一つ。薬師如来坐像は国の重要文化財